# Clavus biancae
Clavus biancae é uma espécie de gastrópode do gênero Clavus, pertencente a família Drilliidae.